# S-Bahn di Vienna
La S-Bahn di Vienna (in tedesco S-Bahn Wien) è un sistema di trasporto ferroviario suburbano gestito dalla ÖBB, che serve la capitale austriaca e la sua regione.

## Rete
La rete si compone di 10 linee. Di queste, le linee S1, S2, S3, S4 e S7 condividono un tratto comune, detto Stammstrecke, che attraversa il centro cittadino.
Tutte le linee sono caratterizzate dal colore blu che identifica i servizi S-Bahn; fanno eccezione le tratte urbane ad alta frequenza di servizi (la Stammstrecke e la S45), che sono segnalate sulle mappe del trasporto urbano con dei colori distinti (rispettivamente, rosa e verde chiaro).
- S 1 Wien Meidling - S - Gänserndorf - Marchegg
- S 2 Mödling - S - Laa a. d. Thaya
- S 3 Wiener Neustadt Hbf - S - Hollabrunn
- S 4 Wiener Neustadt Hbf - S - Absdorf-Hippersdorf (- Tullnerfeld)
- S 7 Laa an der Thaya - S - Wolfsthal
- S 40 Wien Franz-Josefs-Bahnhof - St. Pölten Hbf
- S 45 Wien Hütteldorf - Wien Handelskai
- S 50 Wien Westbahnhof - Eichgraben-Altlengbach
- S 60 Bruck a. d. Leitha - Wien Hbf - Ebenfurth - Wiener Neustadt Hbf
- S 80 Wien Aspern Nord - Wien Hbf - Wien Hütteldorf